# Lars-Erik Hansson
Rolf Lars-Erik Hansson (Uddevalla, 16 juni 1959) is een voormalig handbalspeler uit Zweden. Hij vertegenwoordigde zijn vaderland bij de Olympische Spelen van 1984 in Los Angeles, waar de Zweedse nationale ploeg op de vijfde plaats eindigde. Zijn bijnaam luidde Larsa. Hij speelde voor de Zweedse club GF Kroppskultur.